# إل جي فوياغير
إل جي فوياغير (بالإنجليزية: LG Voyager)‏ هو هاتف محمول من إل جي أليكترونيكس، تم طرحه في الأسواق في 21 نوفمير 2007.

## الخصائص
- الكاميرا الخلفية: 2 ميجابكسل
- الشاشة: إل سي دي 400 × 240
- الوزن: 133 غرام
- الذاكرة: 182 ميجابايت